# Michel Colombe

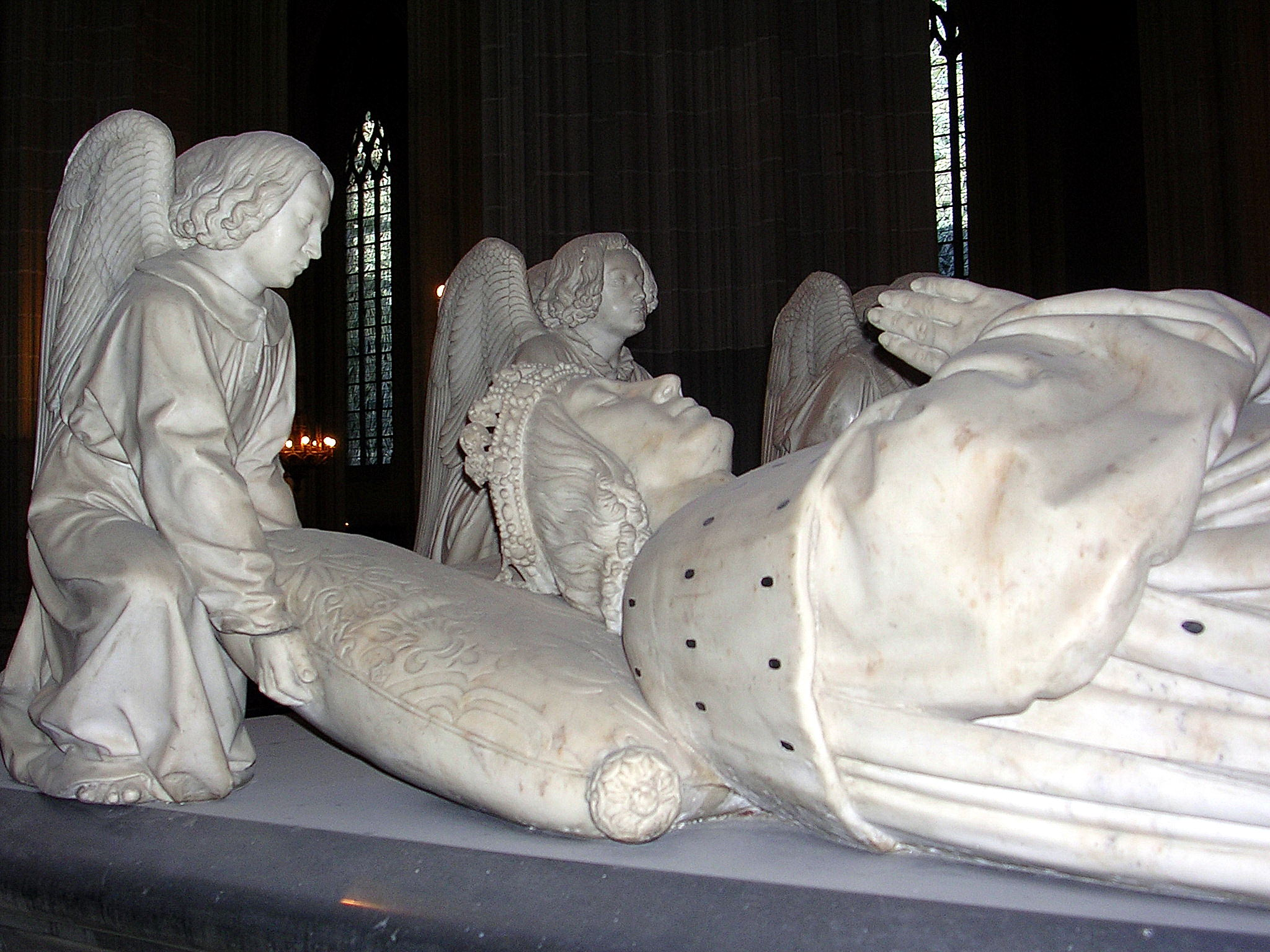
Tomba de Francesc II de Bretanya a Nantes

Michel Colombe (Bourges, c. 1430 - c. 1513) va ser un escultor francès, del període final del gòtic francès i el principi del renaixement.
Fill d'una família d'artesans, va ser una figura culminant de l'escultura francesa a principis del renaixement, i continua sent molt poc conegut: s'ignoren les dates exactes del seu naixement i mort, i l'evolució del seu art no es pot seguir perquè falten les obres de joventut i maduresa que assenyalen els documents. Es dubta que fos oriünd de Bretanya, com es va creure abans; la seva família va viure al centre de França, morint el seu pare a Bourges el 1457. Colombe va treballar per a alts dignataris de la mateixa regió executant el 1462 una sèrie d'Apòstols, avui perduts, per a la capella de Baugy al castell del seu protector, el governador de Turena, el qual va deure posar-li amb relació al gran pintor de Tours, Jean Fouquet.
Entre 1480 i 1490 va fer algunes obres per a la capella dels ducs de Bourbon, a Bourbon-Farchambault. Des de 1490 va residir en Tours, on va tenir un taller molt famós, amb deixebles com Guillaume Regnault, que van mantenir el seu estil fins a 1530. A aquesta última etapa de la seva vida pertanyen les obres que permeten de definir la seva personalitat. Entre elles les escultures sepulcrals de dos nens morts per a la tomba de Carles VIII de França (1506) a la catedral de Tours. És especialment recordat per la seva magnífica obra, la tomba de Francesc II de Bretanya i Margarida de Foix, a la catedral de Nantes (1502-1507) i el mausoleu de Filiberto II de Savoia, a Notre-Dame de Brou. Se li atribueix l'Enterrament de l'abadia de Sant Pere (Solesmes) (1494-1498). Un baix relleu encarregat per Georges d'Amboise per al Castell de Gaillon, que reflecteix fins a cert punt la influència de Donatello, es conserva al Museu del Louvre.